# Урисонів простір
Простір Урисона — топологічний простір, що задовольняє аксіомі відокремлюваності T2½.

## Визначення
Топологічний простір {\displaystyle X} називається простором T2½, якщо для будь-яких двох різних точок {\displaystyle x,y\in X} існують замкнуті околи {\displaystyle U(x)} та {\displaystyle V(y)}, що не перетинаються.